# 喬克托縣 (奧克拉荷馬州)
喬克托縣（英語：Choctaw County）是美国奧克拉荷馬州東南部的一個縣，南以紅河為界與德克萨斯州相望，面積2,074平方公里。根據2020年美國人口普查，共有人口14,204人。縣治雨果（Hugo）。該縣成立於1907年7月16日，縣名來自喬克托族（印第安人的一支）。